# Малахов, Владимир Игоревич
Влади́мир И́горевич Мала́хов (30 августа 1968, Свердловск, РСФСР, СССР) — советский и российский хоккеист. Член Тройного золотого клуба.

## Биография
Сын игрока в хоккей с мячом и тренера Игоря Малахова. Подопечный Германа Чумачека.
В чемпионатах СССР играл сначала за московский «Спартак» (1986—1988), затем за ЦСКА (1988—1992). Всего в чемпионатах СССР — 218 игр, 16 голов, 37 передач.
Дебютировал в НХЛ 15 октября 1992 года против «Филадельфии Флайерз». Забил свой первый гол через два дня в ворота «Нью-Йорк Рейнджерс». В том же сезоне он вошёл в состав «Олл-Старс» новичков НХЛ. Обладатель Кубка Стэнли 2000 года.
5 апреля 1995 года обменян из «Нью-Йорк Айлендерс» в «Монреаль Канадиенс» вместе с Пьером Тарджоном на Кирка Мюллера, Мэттью Шнайдера и Крэйга Дарби.
1 марта 2000 года обменян из «Канадиенс» в «Нью-Джерси Девилз» на Шелдона Сурея, Джоша Деволфа и право выбора во втором раунде драфта. В том же сезоне стал обладателем Кубка Стэнли в составе «Девилз», в 23 матчах плей-офф набрал 5 очков (1+4).
10 июля 2000 года, имея статус свободного агента, подписал контракт с «Нью-Йорк Рейнджерс».
8 марта 2004 года обменян из «Нью-Йорк Рейнджерс» в «Филадельфию Флайерз» на Рика Козака и право выбора во втором раунде драфта.
Летом 2017 стал тренером по развитию молодых игроков «Нью-Йорк Айлендерс».

## Достижения
- Чемпион мира 1990 года.
- Олимпийский чемпион 1992 года.
- Обладатель кубка Стэнли 2000 года.
- Бронзовый призёр Олимпиады 2002.
- С 10 июня 2000 года — член Тройного золотого клуба.

## Статистика
| Легенда | Легенда                    | Легенда | Легенда                   | Легенда | Легенда    |
| ------- | -------------------------- | ------- | ------------------------- | ------- | ---------- |
| И       | Количество проведённых игр | Штр     | Штрафное время            | +/−     | Плюс-минус |
| Г       | Голы                       | П       | Голевые передачи          | О       | Очки       |
| -       | Статистика неизвестна      | —       | Статистика не учитывалась |         |            |